# Corneliu Călugăreanu
Corneliu Călugăreanu (Drăgănești-Vlașca, 30 luglio 1930 – 2011) è stato un cestista romeno.

## Carriera
Con la Romania ha disputato i Giochi olimpici di Helsinki 1952 e i Campionati europei del 1953.